# Raedersdorf
Raedersdorf település Franciaországban, Haut-Rhin megyében. Lakosainak száma 481 fő (2022. január 1.). Raedersdorf Oltingue, Kiffis, Lutter, Sondersdorf és Bouxwiller községekkel határos.

## Népesség
A település népességének változása:
| Lakosok száma | 501  | 506  | 515  | 513  | 514  | 515  | 504  | 492  | 481  |
|               | 2013 | 2015 | 2016 | 2017 | 2018 | 2019 | 2020 | 2021 | 2022 |